# Little Llangothlin Lake
Der Little Llangothlin Lake ist ein See im Nordosten des australischen Bundesstaates New South Wales. 
Der See liegt am Oban River, 10 km nordöstlich der Kleinstadt Llangothlin, östlich des New England Highway. Er liegt an den Osthängen der Great Dividing Range. Um den See befindet sich die Little Llangothlin Lake Nature Reserve, ein staatliches Schutzgebiet.